# مرتضی قلی‌خان طباطبایی نایینی
مرتضی قلی خان طباطبایی نایینی،‌ از رجال سیاسی عصر قاجار است که علاوه بر منصب نمایندگی مجلس شورای ملی در دوره اول و دوم، یکی از متولیان آستان قدس بود. او متولی وقت حرم امام رضا بود که حرم از جانب روس‌ها به توپ بسته شد. او سعی در ختم غائله داشت اما در این امر موفق نبود.

## سرگذشت
وی در دو دوره اول و دوم مجلس شورای ملی به مجلس راه یافت و در پایان دورهٔ دوم به مشهد آمد و چهاربار به عنوان متولی‌باشی آستان قدس منصوب شد. دوره اول متولی‌باشی وی مصادف با به توپ بستن حرم بود که کوشید غائله را پایان دهد اما سران شورش با او همکاری نکردند. او برادر میرزا رضا خان طباطبایی نایینی بود که پس از مرگ او، توانست دخترش را به عنوان تنها وارث برادر، راضی کند و کتابخانه پدرش میرزا رضا را به عنوان دومین کتابخانه بزرگ تهران، وقف آستان قدس نماید.
مرتضی قلی خان ۴ دوره مختلف تولیت آستان قدس رضوی را در دوران حکومت احمدشاه قاجار در کارنامه دارد. احمدشاه قاجار وی را برای چهارمین بار به عنوان متولی آستان منصوب کرد. با روی کارآمدن حکومت پهلوی، مرتضی قلی‌خان به مستشاری دیوان عالی تمیز برگزیده شد. از اقدامات وی در آستان می‌توان به توسعهٔ ایوان طلای نادری و سنگ‌فرش آن با سنگ مرمر اشاره کرد. همچنین ضریح برنجی کوچکی در محل دفن شیخ حر عاملی در صحن انقلاب نصب کرد. وقفیاتی همچون چندین جلد کتاب نفیس و اراضی رجب‌آباد از خود بجای گذاشت.